# Саратовский регион Приволжской железной дороги
Саратовский регион Приволжской железной дороги — один из трёх регионов Приволжской железной дороги. Пути и инфраструктура находятся на территории Саратовской области и частично на территории Ульяновской области.

## Территория
Саратовский регион граничит:

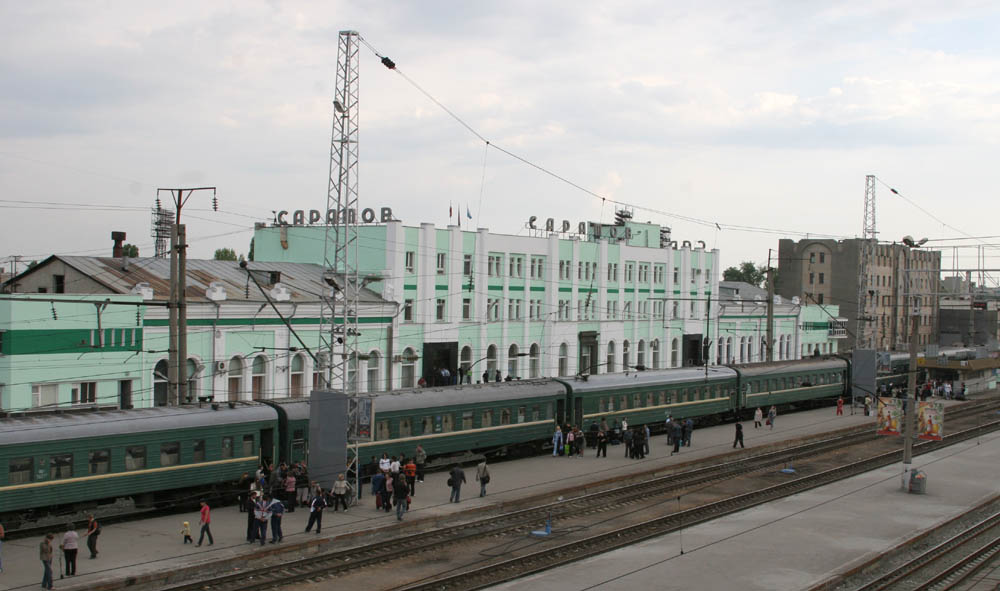
Вокзал на станции Саратов I, вид с пешеходного моста

- с Волгоградским регионом своей же ПривЖД:
  - по ст. Овражная (исключая её) — на линии Иловля — Петров Вал — Овражная — Саратов,
- с Астраханским регионом своей же ПривЖД:
  - по ст. Красный Кут (включая её) — на линии Верхний Баскунчак — Красный Кут — Урбах — Саратов,
- с Юго-Восточной ЖД:
  - по ст. Благодатка (исключая её) — на линии Саратов — Ртищево — Тамбов — Мичуринск с Мичуринским регионом ЮВЖД,
- с Куйбышевской ЖД:
  - по о.п. Громово (исключая её) — на линии Сенная — Сызрань 1. Южный парк с Самарским регионом КбшЖД,
  - по ст. Чагра (исключая её) — на линии Пугачёвск — Чагра — Звезда с Самарским регионом КбшЖД,
- с Южно-Уральской ЖД:
  - по ст. Новоперелюбская (включая её) — на линии Сенная — Пугачёвск — Красногвардеец с Оренбургским регионом Ю-УрЖД;
- с Железными дорогами Республики Казахстан:
  - по рзд. 226 (включая его) — на линии Озинки — Уральск — Илецк 1 с Актюбинским отделением КТЖ;

Территория Саратовского региона включает следующие линии:
- Саратов I — Трофимовский I — Аткарск — Ртищево I (до Благодатки)
- Трофимовский I — Сенная — Сызрань (до Громово)
- Калининск-Саратовский — Аткарск — Сенная
- Сенная — Пугачёвск — Новоперелюбская — Красногвардеец (частично)
- Саратов I — Урбах — Епшов — Озинки — Уральск (частично)
- Урбах — Красный Кут  — Верхний Баскунчак (частично)
- Красный Кут — Александров Гай
- Анисовка — Петровск-Приволжский
- Ершов — Пугачёвск — Чагра  — Звезда (частично)
- Саратов III — Петров Вал (частично)
- Саратовский узел[1]

## Инфраструктура

### Локомотивные и моторвагонные депо
| Номер     | Название | Статус   | Станция    | Нас. пункт |
| --------- | -------- | -------- | ---------- | ---------- |
| ТЧЭ-9     | Анисовка | Работает | Анисовка   | Энгельс    |
| ТЧЭ-11    | Саратов  | Работает | Саратов II | Саратов    |
| ТЧЭ-12    | Сенная   | Работает | Сенная     | Сенной     |
| ТЧЭ-13    | Ершов    | Работает | Ершов      | Ершов      |
| ТЧМвпс-14 | Анисовка | Работает | Анисовка   | Энгельс    |

### Дистанции пути
- Аткарская дистанция пути (ПЧ-14)
- Ершовская дистанция пути (ПЧ-8)
- Саратовская дистанция пути (ПЧ-11)
- Сенновская дистанция пути (ПЧ-13)
- Пугачевская дистанция пути (ПЧ-20)

### Дистанции сигнализации, централизации, блокировки и связи
- Аткарская дистанция СЦБ (ШЧ-1)
- Анисовская дистанция СЦБ (ШЧ-3)
- Ершовская дистанция СЦБ (ШЧ-4)
- Саратовская дистанция СЦБ (ШЧ-16)

### Дистанции электрификации и энергоснабжения
- Саратовская дистанция электрификации и электроснабжения (ЭЧ-7)
- Сенновская дистанция электрификации и электроснабжения (ЭЧ-5)

### Вагонные и вагоноремонтные депо
- Эксплуатационное вагонное депо Анисовка (ВЧДЭ-14) (в том числе подразделения на станциях: Аткарск, Балаково, Пугачёвск, Новоперелюбская)
- Вагонное ремонтное депо Саратов-2 (ВЧДр-6) (в том числе подразделения на станциях: Трофмовский 1, Анисовка)
- Вагонное ремонтное депо Ершов — обособленное структурное подразделение Самарского филиала ОАО «Вагонная ремонтная компания-2»
- Вагонное ремонтное депо Нефтяная
- Саратовский участок ОАО «Федеральная пассажирская компания» (ЛВЧ-7)

### Дистанции гражданских сооружений
- Саратовская дистанция гражданских сооружений (в том числе подразделения на станциях: Анисовка, Сенная, Ершов, Аткарск, Балаково)

### Дистанция погрузочно-разгрузочных работ
- Саратовская механизированная дистанция погрузочно-разгрузочных работ и коммерческих операций

## Органы управления
Органы управления расположены по адресу: город Саратов, Первый Станционный проезд, 14
Заместитель начальника Приволжской железной дороги по Саратовскому территориальному управлению — Смертин, Сергей Александрович.